# Radim Hreha
Radim Hreha (* 7. června 1953, Kyjov) je český mediální analytik, od 11. prosince 2006 do 11. prosince 2007 byl ředitelem Slovenské televize.

## Život
Radim Hreha absolvoval v roce 1977 Vysokou školu technickou v Košicích. Do roku 1983 byl vedoucím zásobování v Hutních stavbách Košice, později do roku 1988 byl vedoucím autoservisu. V období 1988 až 1994 pracoval jako ředitel závodu Drobný tovar v Košicích a v letech 1997–1998 byl obchodním náměstkem ředitele pobočky Pragobanky. Od roku 1988 pracuje v médiích. Nejdřív byl až do roku 2001 vrchním mediálním analytikem společnosti CEPRA, servisní společnosti české televize Nova, v letech 2001–2006 působil jako ředitel a jednatelem ve společnosti Česká média. Od února do června 2006 byl ředitelem sekretariátu generálního ředitele České televize. Externě přednáší na Univerzitě J. A. Komenského v Praze.
11. prosince 2006 ho Rada Slovenské televize zvolila ředitelem Slovenské televize. V srpnu 2007 se několik redaktorů a reportérů zpravodajství a publicistiky na protest proti údajnému zasahování do obsahu vysílání ve prospěch vládnoucí koalice (SMER, SNS a LS – HZDS). Případ řešila opět Rada STV. Politické tlaky měl podle slov jednoho z odcházejících redaktorů Michala Petrušky potvrdit i sám Hreha, oficiálně ale celou situaci dramaticky neviděl. Rada STV ho přesně po roce 11. prosince 2007 z funkce odvolala.
V senátních volbách 2016 kandidoval za Alternativu pro ČR v obvodě Český Krumlov. Hlavními body jeho programu byly omezení imigrace a kritika působení veřejnoprávních médií. Ve volbách získal 1,36 % hlasů a skončil tak ze všech kandidátů poslední.

## Soukromý život
Jako Hreha je po rodičích slovensko-českého původu. Je ženatý a má dvě děti, manželka je soudkyně Okresního soudu v Českém Krumlově. 